# Шольц, Рихард
Рихард Шольц (нем. Richard Scholz; 9 января 1872, Дрезден — 6 февраля 1946, Лейпциг) — немецкий историк, профессор Лейпцигского университета.

## Биография
Рихард Шольц родился 9 января 1872 года в Дрездене в семье торговца; в 1896 году он написал и защитил диссертацию по финансовой истории Средневековья («Beiträge zur Geschichte der finanziellen Hoheitsrechte des deutschen Königs zur Zeit der ersten Staufer») в Лейпцигском университете — стал кандидатом исторических наук. В 1902 году Шольц, также в Лейпциге, стал доктором наук с диссертацией на тему «Эгидий в Риме».
С 1902 по 1908 год Рихард Шольц преподавал историю в Лейпцигском университете, состоя приват-доцентом; с 1908 по 1937 год он являлся профессором средневековой и новой истории в том же ВУЗе. 11 ноября 1933 года он был среди более 900 ученых и преподавателей немецких университетов и вузов, подписавших «Заявление профессоров о поддержке Адольфа Гитлера и национал-социалистического государства». Скончался 6 февраля 1946 года в Лейпциге; по другим данным — умер в 1942 году.

## Работы
В центре исследований Рихарда Шольца были средневековые полемические памфлеты политической и церковной тематики. Помимо Эгидия Римского, Шольц исследовал работы Марсилия Падуанского и Уильяма Оккамы. По заказу института Monumenta Germaniae Historica Шольц в 1933 году опубликован работу Марсилия «Defensor Pacis», а затем — «Planctus ecclesiae in Germaniam» Конрада фон Мегенберга (1941).
- Handbuch der Staatengeschichte / Theodor Bitterauf und Rudolf Häpke. Abt. 1., Europa; Abschn. 5, 6., Frankreich, Niederlande-Belgien, Berlin 1922.
- Beiträge zur Geschichte der Hoheitsrechte der deutschen Könige zur Zeit der ersten Staufer, 1896.
- Die Publizistik zur Zeit Philipps des Schönen und Bonifaz' des VIII., Stuttgart 1903.
- Wilhelm von Ockham als politischer Denker und sein Breviloquium de principatu tyrannico, Leipzig 1944.